# Betriebs-Center für Banken
Die Betriebs-Center für Banken AG (BCB) ist eine hundertprozentige Tochtergesellschaft der Deutsche Bank Aktiengesellschaft. Das Unternehmen wurde im Januar 2004 mit der Rechtsform GmbH & Co. KG gegründet und zum 1. Juli 2007 in eine Aktiengesellschaft umgewandelt.
Das Unternehmen erbringt Dienstleistungen zur Abwicklung des in- und ausländischen Zahlungsverkehrs als White Label für Geldinstitute. Im Geschäftsjahr 2009 führte die BCB rund 7,6 Milliarden Transaktionen durch.

## Geschichte
Seit 2004 wickelt das Unternehmen den Zahlungsverkehr für die Deutsche Bank und bis 2010 für die Dresdner Bank ab, 2007 folgte die Zahlungsverkehrsabwicklung für die HypoVereinsbank. Im Sommer 2008 wurden die Zahlungsverkehrseinheiten der Postbank AG mit rund 1.400 Mitarbeitern in die BCB überführt. Seit Anfang 2010 gehört auch die HSH-Nordbank zu ihren Mandanten. Als Folge der Übernahme der Dresdner Bank durch die Commerzbank wurde der Zahlungsverkehr im April 2011 an die Commerzbank zurück übertragen. Die früher mit diesen Aufgaben betrauten Tochtergesellschaften der Mandanten wurden von der BCB übernommen und umfassend restrukturiert:
1. Mai 2004: Übernahme der „Dresdner Zahlungsverkehrsservice GmbH“ (ZVS).
1. Juli 2004: Übernahme der „Deutsche Bank Payments AG“ (DB Pay) von der Deutschen Bank.
1. Januar 2007: Übernahme der „HVB Payments & Services GmbH“ (HVB PAS) von der HypoVereinsbank mit rund 400 Mitarbeitern.
1. Juli 2008: Überleitung der Zahlungsverkehrsabwicklung der Postbank AG mit 1.400 Mitarbeitern in die BCB.
1. Februar 2010: Übernahme der Zahlungsverkehrsabwicklung für die HSH Nordbank